# متفجرات نووية

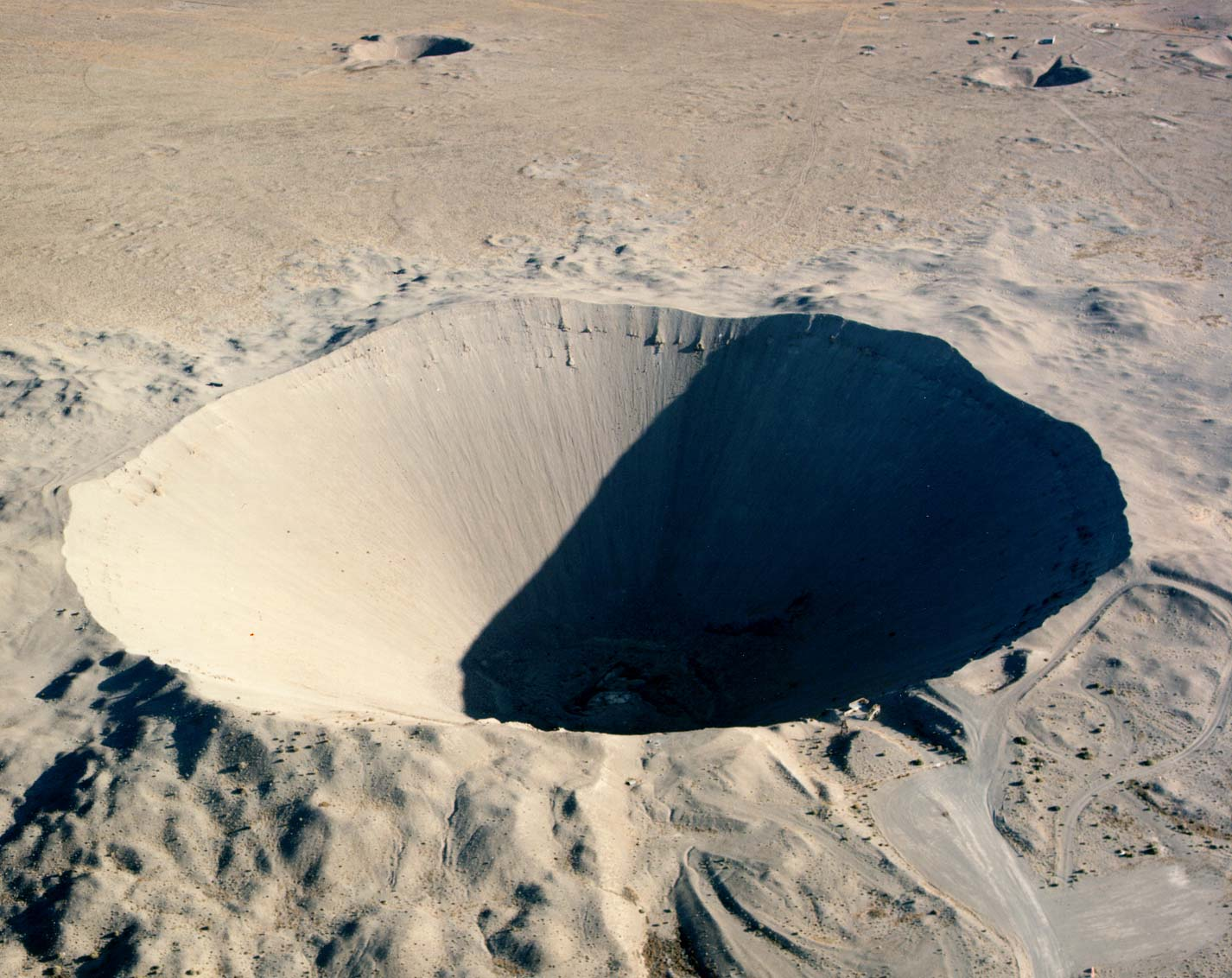
في عام 1962 اختبار سيدان النووي شكلت فوهة بعمق 100 م (330 قدم) بقطر حوالي 390 م

المتفجرات النووية هي أداة متفجرة تستمد طاقتها من التفاعلات النووية. تقريبا كل الأجهزة المتفجرة النووية التي تم تصميمها وإنتاجها هي أسلحة نووية مخصصة للحرب.

## نبذة
اقترحت تطبيقات أخرى غير حربية للتخلص من المتفجرات النووية. على سبيل المثال دفع النبضة النووية هو شكل من أشكال دفع المركبات الفضائية التي تستخدم المتفجرات النووية لتوفير الدافع لمركبة فضائية. تطبيق مماثل هو اقتراح استخدام المتفجرات النووية لانحراف الكويكب. من عام 1958 إلى عام 1965 نفذت حكومة الولايات المتحدة مشروعًا لتصميم صاروخ نووي يعمل بالطاقة النووية وقابل للتفجير يدعى مشروع اوريون. لم تستخدم هذه السفينة أبداً وكانت ستستخدم التفجيرات النووية المتكررة لدفع نفسها. ويعتقد أن يكون تصميمًا مجديًا للسفر بين النجوم.
وقد أدى عدم الوفاء بالأهداف إلى جانب تحقيق مخاطر التداعيات النووية وغيرها من النشاط الإشعاعي المتبقي وبتنفيذ مختلف الاتفاقات مثل معاهدة الحظر الجزئي للتجارب ومعاهدة الفضاء الخارجي إلى إنهاء معظم هذه البرامج.